# Jaderná elektrárna Dungeness
Jaderná elektrárna Dungeness je jaderná elektrárna na jihu hrabství Kent ve Spojeném království.

## Historie a technické informace

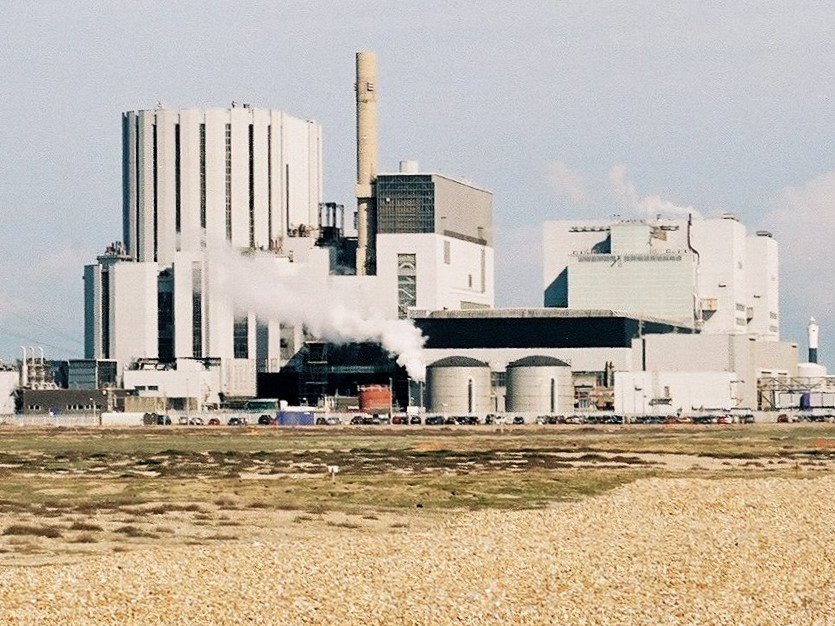
Dungeness B

Jaderná elektrárna Dungeness se skládá ze čtyř plynem chlazených reaktorů využívající přírodní (první dva) a obohacený uran (druhé dva), moderátorem je grafit. První dva reaktory typu Magnox elektrárny Doungeness A již byly vyřazeny z provozu. Třetí a čtvrtý reaktor jsou v elektrárně Doungeness B a jedná se o první komerčně nasazené reaktory typu AGR.
V nedávné minulosti byla zvažována stavba Doungeness C.
Provozovatel: British Energy (BE) → EDF Energy
Dodavatel: Nuclear Power Co.

## Informace o reaktorech
| Reaktor       | Typ reaktoru | Výkon [MW] | Výkon [MW]  | Výkon [MW] | Zahájení stavby  | Uvedení do provozu | Připojení k síti  | Provoz            | Uzavření          |
| Reaktor       | Typ reaktoru | Tepelný    | Instalovaný | Čistý      | Zahájení stavby  | Uvedení do provozu | Připojení k síti  | Provoz            | Uzavření          |
| ------------- | ------------ | ---------- | ----------- | ---------- | ---------------- | ------------------ | ----------------- | ----------------- | ----------------- |
| Dungeness A-1 | GCR/MAGNOX   | 840        | 230         | 225        | 1. července 1960 | 1. června 1965     | 21. září 1965     | 28. října 1965    | 31. prosince 2006 |
| Dungeness A-2 | GCR/MAGNOX   | 840        | 230         | 225        | 1. července 1960 | 1. září 1965       | 1. listopadu 1965 | 30. prosince 1965 | 31. prosince 2006 |
| Dungeness B-1 | GCR/AGR      | 1500       | 615         | 545        | 1. října 1965    | 23. prosince 1982  | 3. dubna 1983     | 1. dubna 1985     |                   |
| Dungeness B-2 | GCR/AGR      | 1500       | 615         | 545        | 1. října 1965    | 4. prosince 1985   | 29. prosince 1985 | 1. dubna 1989     |                   |